# Bagueixe
Bagueixe ist ein Ort und eine ehemalige Gemeinde (Freguesia) im portugiesischen Kreis Macedo de Cavaleiros. Die Gemeinde hatte 153 Einwohner (Stand 30. Juni 2011).
Am 29. September 2013 wurden die Gemeinden Bagueixe und Talhinhas zur neuen Gemeinde União das Freguesias de Talhinhas e Bagueixe zusammengeschlossen.